# Andreu Guerao Mayoral
Andreu Guerao Mayoral (wymowa: [andrew gerɑo majorɑl]; ur. 17 czerwca 1983 w Barcelonie) – hiszpański piłkarz występujący na pozycji defensywnego pomocnika.

## Kariera
Andreu rozpoczynał swoją karierę w Barcelonie, gdzie spędził w sumie 12 lat. W wieku 18 lat grał w Juvenil A, a rok później trafił do drużyny Barca C i zajął tam miejsce Andrésa Iniesty, który przeszedł do drugiego zespołu Barcelony. Następnie przeniósł się do rezerw Málagi, występującej wówczas w drugiej lidze, a jej trenerem był José Mari Bakero.
Po odejściu szkoleniowca do Realu Sociedad, Andreu podpisał czteroletni kontrakt ze Sportingiem Gijón, gdzie grał niewiele spotkań. W sierpniu 2009 roku chciał odejść z drużyny, ale nie znalazł nowego klubu. W sezonie 2009/2010 wystąpił tylko w dwóch meczach Pucharu Króla. W grudniu przebywał na testach w Skodzie Xanthi, jednak nie został jej zawodnikiem.
26 stycznia 2010 roku Andreu ustalił warunki umowy z Polonią Warszawa. Następnego dnia pomyślnie zaliczył badania medyczne i złożył podpis na półtorarocznym kontrakcie. Hiszpan zakończył grę w barwach Polonii z powodu nieprzedłużenia umowy, trwającej do 30 czerwca 2011 roku.
We wrześniu 2011 roku przeszedł do nowozelandzkiego Auckland City. Wiosnę 2012 roku Andreu spędził w gruzińskim Dinamo Tbilisi. 30 czerwca 2012 roku powrócił do Ekstraklasy, zostając piłkarzem Lechii Gdańsk. Na początku następnego roku parafował kontrakt z Racingiem Santander.